# نهائي كأس السويد 1980
نهائي كأس السويد 1980 هي المباراة النهائية من منافسة كأس السويد 1979–80، أقيمت المباراة في 1 يونيو 1980، في ملعب روسوندا، بين فريقي نادي مالمو، ونادي براغي، وفاز فيها نادي مالمو، بعد أن هزم نادي براغي، بنتيجة 3 - 3، وحضر المباراة 6172 شخصاً.

## تفاصيل المباراة
لعبت المباراة النهائية في 1 يونيو 1980.
| نادي مالمو                                          | 3 -3 | نادي براغي                           |
| --------------------------------------------------- | ---- | ------------------------------------ |
| توماس جوبيرغ 54 ' · توماس جوبيرغ 90 ' · No ID 113 ' |      | No ID 63 ' · No ID 85 ' · No ID 95 ' |